# Sundathelphusa molluscivora
Sundathelphusa molluscivora is een krabbensoort uit de familie van de Gecarcinucidae. De wetenschappelijke naam van de soort is voor het eerst geldig gepubliceerd in 2008 door Schubart & Ng.